# Robert Schatten
Pour les articles homonymes, voir Schatten.
Robert Schatten (1911-1977) est un mathématicien d'origine polonaise, émigré aux États-Unis.

## Biographie
Robert Schatten est diplômé de l'université de Lviv en 1933. Ayant émigré aux États-Unis, il étudie à l'université Columbia, où il obtient sa maîtrise en 1939 et son diplôme de doctorat en 1942, sous la direction de Francis Joseph Murray.
Peu après avoir été nommé professeur junior, il est enrôlé dans l'armée. Il reçoit au cours de l'entraînement une blessure au dos dont il ne se remettra jamais complètement.
En 1943, il est nommé professeur assistant à l'université du Vermont. Il passe deux ans au National Research Council, où il collabore avec John von Neumann et Nelson Dunford. En 1946, il est nommé professeur à l'université du Kansas. Il y reste jusqu'en 1961, avec des séjours passagers à l'Institute for Advanced Study. En 1960-1961, il passe un an à l'université de Caroline du Sud et enseigne à l'université d'État de New York en 1961-1962. En 1962, il devient professeur au Hunter College, où il reste jusqu'à sa mort.
Robert Schatten est juif et perd toute sa famille pendant la Seconde Guerre mondiale.

## Travaux
Les produits tensoriels d'espaces de Banach furent son sujet d'étude principal. On lui doit les normes de Schatten. Les classes de Schatten (en) portent également son nom.